# セラフィン・アエド
セラフィン・アエド・レニエブラス（Serafín Aedo Renieblas、1908年11月11日 - 1988年10月14日）は、スペイン・バスク州バラカルド出身の元サッカー選手。ポジションはDF。

## クラブ経歴
バスク州のバラカルドに生まれ、USサン・ビセンテでキャリアをスタートさせた。1933年にラ・リーガのレアル・ベティスに移籍すると、1934-35シーズンにはリーグ戦全22試合に出場して、クラブ初のラ・リーガ優勝に貢献した。1936年、FCバルセロナへの移籍が決定直前まで話が進んだが、スペイン内戦によって契約が白紙になり、内戦終結後にメキシコのCDエウスカディへと移籍した。その後は、中南米のクラブを転々とし、1949年に現役を引退した。

## 代表経歴
レアル・ベティスでのリーグ優勝に貢献した活躍が評価され、1935年1月24日、フランス代表との親善試合でスペイン代表デビューを果たした。スペイン代表では1935年から1年間で4試合に出場した。

## タイトル
レアル・ベティス
- ラ・リーガ : 1回 (1934-35)